# City
City – centrum finansowo-handlowe dużego miasta. Angielskie słowo wywodzi się z łacińskiego określenia civitas.
W angielskiej tradycji city to miasto, w którym znajduje się katedra i mieści się stolica biskupstwa, w odróżnieniu od town, które katedry nie posiada. Formalny status city nadano także niektórym miastom nieposiadającym katedry. City pisane wielką literą odnosi się zwykle do centrum finansowo-handlowego Londynu, które formalnie nazywa się City of London.
City oznacza również śródmiejską dzielnicę dużego miasta (w USA nazywana Central Business District – CBD), w której skupione są różnorodne usługi (administracyjne, finansowe, handlowe, prawne oraz kulturalne). Ze względu na wysokie ceny gruntów tego typu dzielnice charakteryzują się intensywną zabudową wielopoziomową (drapacze chmur).
Pod względem demograficznym city charakteryzuje się dużą zmiennością dziennego i nocnego zaludnienia – jest to jedynie miejsce pracy, do którego ludzie dojeżdżają ze strefy podmiejskiej. Takie silne wyludnienie centralnej strefy miasta jest charakterystyczne dla procesu suburbanizacji.